# Цабій Євген Миколайович
Євге́н Микола́йович Цабій — солдат Збройних сил України, учасник російсько-української війни 2014—2017.
Виріс без батька, виховувала мама. В мирний час проживає у місті Миколаїв. Мобілізований в травні 2014-го, мав служити у батальйоні Миколаївської територіальної оборони, з посиленням наступу терористів відправлений на фронт. Частина вояків підрозділу потрапила в засідку під Волновахою, Євген з побратимами рушили на підмогу. В бою важкопоранений — куля роздробила кілька ребер, пройшла через легені та хребет. У такому стані полонений, там прооперований. Згодом Євгена вдалося обміняти, оперований в Дніпропетровську, Києві. Прикутий до інвалідного візка.

## Нагороди
За особисту мужність і героїзм, виявлені у захисті державного суверенітету та територіальної цілісності України, вірність військовій присязі під час російсько-української війни, відзначений — нагороджений
- 13 серпня 2015 року — орденом «За мужність» III ступеня.